# Howellidae
Los howélidos (Howellidae) son una familia de peces marinos incluida en el orden Perciformes.
Es una familia fabricada recientemente con géneros de otras familias y que necesitará una futura revisión.

## Géneros y especies
Existen nueve especies agrupadas en tres géneros:
- Género Bathysphyraenops (Parr, 1933)
  - Bathysphyraenops declivifrons (Fedoryako, 1976)
  - Bathysphyraenops simplex (Parr, 1933)
- Género Howella (Ogilby, 1899)
  - Howella atlantica (Post & Quéro, 1991) - Howela del Atlántico
  - Howella brodiei (Ogilby, 1899) - Howela pelágica
  - Howella pammelas (Heller y Snodgrass, 1903) - Howela de las Galápagos
  - Howella parini (Fedoryako, 1976)
  - Howella sherborni (Norman, 1930)
  - Howella zina (Fedoryako, 1976)
- Género Pseudohowella (Fedoryako, 1976)
  - Pseudohowella intermedia (Fedoryako, 1976)